# Haaparasti (ö, lat 62,78, long 27,74)
Haaparasti är en ö i Finland. Den ligger i sjön Kallavesi och i kommunen Kuopio i den ekonomiska regionen  Kuopio ekonomiska region  och landskapet Norra Savolax, i den centrala delen av landet, 300 km nordost om huvudstaden Helsingfors. Öns area är 14,8 hektar och dess största längd är 0,7 kilometer i nord-sydlig riktning.